# أولغا بيرغوين
أولغا بيرغوين (بالإنجليزية: Olga Burgoyne)‏ هي فنانة وممثلة أمريكية، ولدت في 12 يونيو 1878، وتوفيت في 2 أبريل 1974.

## وصلات خارجية
- أولغا بيرغوين على موقع IMDb (الإنجليزية)